# ARL 44
O ARL 44, também chamado de caça-tanques de 48 toneladas,  ou tanque de transição é um caça-tanques francês, produzido logo após o fim da Segunda Guerra Mundial. Foi o primeiro tanque fabricado pela França após este conflito.
Este tanque destinava-se a competir com os mais recentes equipamentos estrangeiros da mesma tonelagem e em particular com o Panther alemão. Apenas 60 unidades saíram das linhas de produção, antes de seu conceito ser abandonado.

## Desenvolvimento e produção

### Contexto
Durante a ocupação alemã da França, foram realizados estudos clandestinos para o desenvolvimento de tanques de assalto. Limitam-se principalmente ao projeto de peças ou à construção de chassis sobre lagartas, sob o pretexto de um suposto uso civil ou uso para a Kriegsmarine. Eles são coordenados pelo MDL ("Camuflagem do material"), organização secreta do exército de Vichy que tentou produzir materiais proibidos pelas condições do armistício, em particular o seu artigo 4.º. O objetivo destas diversas iniciativas era combiná-las para desenvolver um tanque de guerra de30 toneladas, armado com um canhão de 75mm. Os projetos nos quais o desenho das peças foi integrado eram muito díspares, relativos a trólebus, material rolante e sobre trilhos para a ferrovia Transaariana e um limpa-neves destinado à Kriegsmarine na Noruega. Estão envolvidos os escritórios de design de Laffly e Lorraine, bem como uma equipe de engenheiros do exército em território ocupado, liderada por Maurice Lavirotte.
Quando Paris foi libertada em agosto de 1944, o novo governo provisório fez todo o possível para permitir que a França recuperasse o seu lugar como grande potência. Está, portanto, a tentar restabelecer o estatuto de parceiro pleno dos Aliados, contribuindo plenamente para o esforço de guerra, e não mais o de uma nação fortemente assistida; tal como a Polónia, a Tchecoslováquia ou a Noruega, tendo cada um o seu governo no exílio lutando ao lado os Aliados.
Uma maneira de conseguir isso rapidamente era retomar a produção de carros de combate. Antes da guerra, a França era de facto o segundo maior produtor de veículos blindados do mundo, depois da União Soviética. No entanto, os tanques leves e médios franceses concebidos durante o Período Entre-Guerras tornaram-se então totalmente obsoletos, não sendo portanto possível reiniciar as linhas de montagem preexistentes, nem mesmo ser possível fazer simples modificações nestes modelos para permitir o seu regresso a um nível comparável aos tanques alemães, como o Panther ou o Tiger. Foi, no entanto, possível dar uma resposta satisfatória produzindo um tanque de tonelagem verdadeiramente muito grande: um tanque enorme e bem armado ainda poderia ser útil e constituir um incômodo para os alemães, mesmo que fosse feito de peças de um desenho antigo, e tanto mais que os britânicos e os americanos não haviam conseguido até então competir seriamente com os tanques pesados alemães. Outro objectivo da abordagem era garantir que a França tivesse engenheiros militares suficientes para enfrentar os desafios do pós-guerra, mesmo que, de momento, os seus projectos não estivessem a alcançar resultados verdadeiramente satisfatórios. Se estes cérebros não fossem utilizados imediatamente, arriscavam-se a ter de encontrar outro emprego, o que perderia ainda mais esta preciosa experiência.

### Desenvolvimento inicial
Consequentemente, decidiu-se produzir 600 tanques pesados, cujo desenho seria confiado à Direcção de Estudos e Fabricação de Armamento (em francês:  Direction des études et fabrications d'armement, DEFA); para a ocasião, reúnem-se engenheiros das antigas APX (Atelier de Construction de Puteaux) e AMX (Ateliers de construction d'Issy-les-Moulineaux). A construção foi confiada aos Ateliers de Construction de Rueil (ARL), o que implicava o nome do tanque, ARL 44, sendo 44 para 1944, o ano do projeto. As especificações inicialmente não eram muito ambiciosas, tratando-se de um veículo com cerca de trinta toneladas e uma blindagem de 60mm, e armado com o novo canhão longo de 75mm Modelo 44 – que permitia perfurar 80mm de aço a 1.000m – desenvolvido por Lafargue a partir do canhão de 75mm CA32. Estas especificações são, portanto, uma continuação das intenções do CDM.
Como os engenheiros franceses se encontravam bastante isolados do resto do mundo, basearam o seu pensamento naquilo que conheciam, principalmente os tanques Char B1, G1 e o FCM F1. Ao contrário do que afirmam algumas fontes , o ARL 44 não provém diretamente do projeto ARL 40 anterior. Os engenheiros tentaram aproveitar ao máximo os novos elementos desenvolvidos entre 1940 e 1944, embora a maioria deles tenha se mostrado impossível de integrar. Inspirado em modelos antigos, o escritório de projeto equipou o ARL 44 com antigas suspensões verticais de molas helicoidais com as rodas muito pequenas do Char B1, infelizmente limitando a velocidade máxima do novo tanque a cerca de quilômetro por hora. A ideia de utilizar suspensões de desenho mais recente, mas de origem estrangeira, como as suspensões Christie, foi simplesmente descartada sob o pretexto de que tal empréstimo teria comprometido o caráter "100% francês" do tanque. Na mesma linha, o motor foi projetado inicialmente com base em um Talbot de 450cv ou um Panhard de 400cv. O desenvolvimento foi muito lento, devido à falta de recursos e infra-estrutura na região de Paris, após a destruição durante os bombardeamentos aliados na Segunda Guerra Mundial. Foi até complicado encontrar papel ou materiais de desenho  .
Em fevereiro de 1945, durante uma reunião entre engenheiros e oficiais do exército francês, representantes das forças blindadas afirmaram que um tanque que atendesse a tais especificações não era de interesse, já que mal era capaz de competir com um Sherman americano, um tanque com tais especificações e disponível em quantidade por praticamente nada do exército americano. No entanto, optou-se por continuar o seu desenvolvimento, embora com algumas modificações:
- Blindagem inclinada muito espessa (120mm), que aumentou o seu peso teórico das 43 toneladas que já tinha atingido em estudos para 48 toneladas;
- O desenvolvimento de um canhão de 90mm de alta potência capaz de competir com os canhões estrangeiros.
- A produção de uma primeira série de tanques equipados com canhão de 75mm SA 44, mais rápido por ser derivado do canhão de 75mm CA 32.

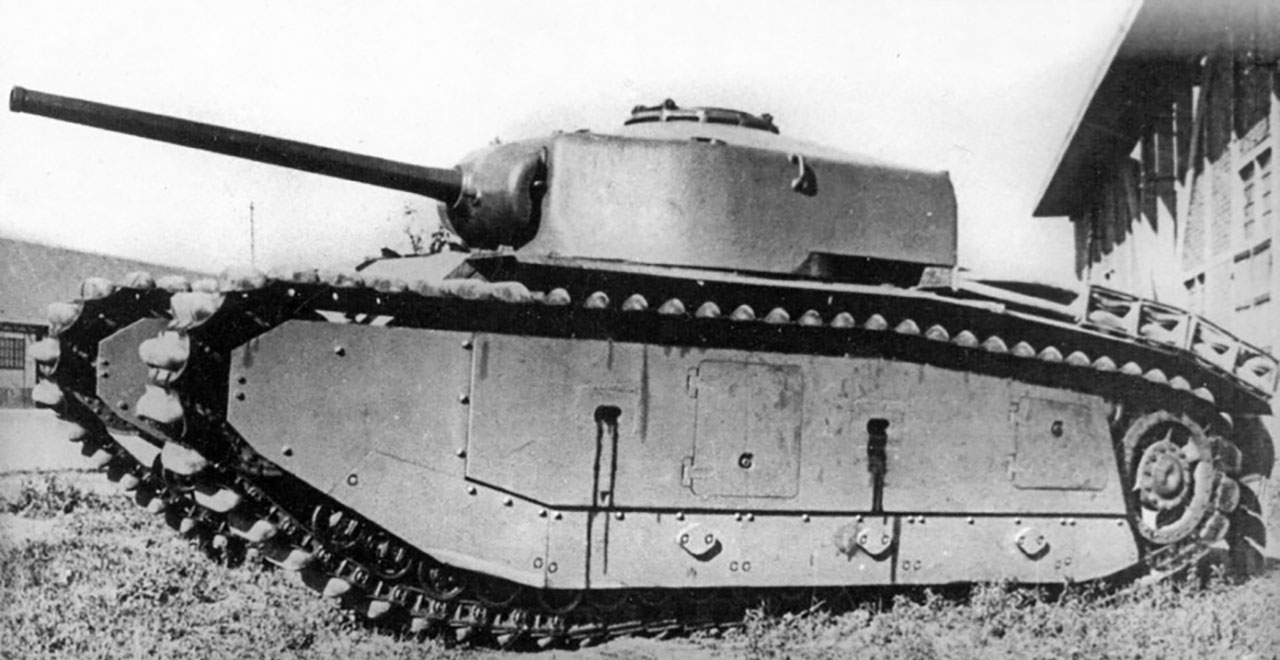
Um protótipo do ARL 44 equipado com a torre ACL 1.

No final da guerra, apenas um modelo de madeira em tamanho real havia sido feito pela equipe de engenheiros liderada pelo engenheiro-geral Maurice Lavirotte.
Porém, o fim dos combates não significou o fim do projeto. A fim de manter a atividade de projeto de tanques de batalha e galvanizar o moral nacional, foi decidido lançar uma série de sessenta tanques, mesmo que não fossem mais necessários. Em março de 1946, o primeiro protótipo chegou à bancada de testes. A torre, modelo ACL1, foi produzida pela Ateliers et Chantiers de la Loire, com canhão de 75mm SA 44. Foi então substituída por uma torre Schneider, prima daquela destinada ao tanque FCM F1 e equipada com o canhão de 90mm Schneider com freio de boca, tornando o ARL 44 o primeiro tanque francês a se beneficiar desta tecnologia. Os testes no campo de tiro começaram em 27 de junho de 1947 e comprovaram melhor precisão do que o canhão KwK 42 do Panther alemão, tomado como parâmetro durante os testes. Principalmente devido a esta mudança tardia no armamento principal, o projeto da torre atrasou-se. Somente em 1949 as torres foram adaptadas aos cascos, tendo sido armazenadas desde sua produção em 1946. Quarenta deles são construídos pela FAMH e os outros vinte pela Renault. Estão equipados com motores Maybach HL230 tomados da Alemanha (apesar do interesse demonstrado pelos americanos), desenvolvendo 600cv. Estes motores são o resultado de uma missão levada a cabo pelo General Joseph Molinié durante o verão de 1945, repetindo assim a história do tanque 2C que, concebido no final da Primeira Guerra Mundial, tinha sido movido por motores alemães Maybach.
Boina estilo Basco tradicional com bandana dobrada para dentro (parte inferior); modelo usando boina (parte superior)O ARL 44 equipa o 503º Regimento de Carros de Combate, estacionado em Mourmelon-le-Grand, substituindo os dezessete Panther usados pelo regimento antes do final da década de 1950, dezesseis anos desde que a França finalmente conseguiu projetar um novo tanque de batalha principal, o AMX-30, lançado em 1966.
Por fim, o ARL 44 constitui um intermediário conceitual da arma blindada francesa, que recebe o retrônimo de “tanque de transição” cuja única finalidade será fornecer temporariamente equipamentos capazes de competir com modelos estrangeiros. A sua principal função era, em última análise, permitir aos engenheiros franceses projetar e construir tanques mais pesados, bem como compreender a evolução dos veículos blindados durante a Segunda Guerra Mundial através do estudo de modelos estrangeiros. Essas lições serão usadas nos seguintes projetos mais ambiciosos e revolucionários, o tanque de 50 toneladas chamado AMX-50, bem como o tanque de 13 toneladas chamado AMX-13.
O ARL 44 é, antes de tudo, muito pouco confiável. Os freios, caixa de câmbio e suspensões são muito frágeis. Um programa de atualização permite remediar a maioria dessas deficiências. O ARL 44 fez apenas uma aparição pública, onde dez tanques participaram do desfile de 14 de julho de 1951. Quando o tanque americano M47 Patton foi disponibilizado aos países da OTAN, também equipado com canhão de 90mm, os ARL 44 foram aposentados em 1953, e utilizados como alvos para exercícios de tiro. O boato de que a maior parte dos ARL 44 foram exportados para a Argentina é infundado.

## Características

### Disposição geral
O chassi é alongado, mas bastante estreito, configuração adequada para atravessar grandes trincheiras. As suspensões fechadas com numerosos rolamentos, projeto já ultrapassado na década de 1930, são a pista mais clara que liga o ARL 44 ao Char B1, mais precisamente ao protótipo Char B1 ter. A este respeito, o ARL 44 tem sido frequentemente comparado à série de projetos de tanques superpesados (“fortalezas terrestres”) “Super Char B”, aprovados pelo departamento de projeto antes da guerra. A sua velocidade, bastante limitada, é a mais baixa alcançada por um tanque com mais de 50 toneladas concebido após a guerra. Este fraco desempenho é explicado pela potência relativamente baixa do motor, uma fraqueza parcialmente compensada pelo uso de uma transmissão eléctrica. A principal desvantagem deste tipo de transmissão é que ela superaquece facilmente; como resultado, o ARL 44 está equipado com um conjunto impressionante e complexo de ventiladores e circuitos de refrigeração. Para conseguir isso, o compartimento do motor teve que ser estendido além do chassi. A torre é a parte mais moderna deste tanque; é também visivelmente uma improvisação, uma soldagem bruta de placas metálicas. Essa improvisação foi necessária simplesmente pela incapacidade da Schneider de produzir torres completamente fundidas, capazes de acomodar um canhão de 90mm naquela época. Porém, a parte frontal da torre é feita de uma placa fundida com espessura de 110mm.

### Proteção
A placa de blindagem que forma o glacis frontal do casco tem 120mm de espessura inclinada a 42° com a horizontal, dando assim uma espessura aparente de 170mm durante o fogo direto. Isto fez do ARL 44 o tanque francês mais fortemente blindado até a chegada do Leclerc. No glacis, no lado direito, uma metralhadora de 7,5mm ficava em posição fixa.

### Armamento e equipamento

#### Armamento principal
O canhão SA 45 de 90mm Schneider dispara um obus perfurante de blindagem de 10,7kg em alta velocidade inicial (1000m/s), capaz de perfurar 200mm de espessura de aço a 1000m, no entanto, o comprimento do canhão sobressai significativamente do casco, mesmo que a torre esteja praticamente no meio do tanque. Para facilitar o seu transporte, a torre foi projetada para receber a massa de recuo do canhão (aproximadamente 1,75m). O apontamento lateral é realizado por um servomotor de fricção, conectado à caixa de apontamento lateral por uma caixa de duas velocidades, o movimento é fornecido por um motor auxiliar composto por um motor Simca 8 de 20cv.

## Exemplos sobreviventes
Dos 60 ARL 44 fabricados, apenas cinco sobreviventes foram preservados:
- no Museu de Blindados de Saumur (Maine-et-Loire) (França)
- no 503º Regimento de Carros de Combate de Mourmelon-le-Grand (Marne) (França)
- na área técnica do 2º Regimento de Dragões em Fontevraud-l'Abbaye (Maine-et-Loire) (França)
- dois deles estão no museu MM Park em La Wantzenau (Bas-Rhin) (França)

Entre os dois tanques pertencentes ao museu MM Park de La Wantzenau, a carcaça mais danificada sem o canhão é um protótipo único, que pode ser reconhecido pelos seus três ganchos na frente do glacis, que são diferentes da versão serial.

## Na cultura popular
- O ARL 44 aparece no anime Girls und Panzer como um tanque da escola BC Freedom.
- O ARL 44 aparece no videogame World of Tanks como um tanque pesado francês de Nível VI.[15]
- O ARL 44 aparece no videogame War Thunder como um caça-tanques francês Nível III e Br. 5,3; e tanque pesado para o modelo "ACL-1" de Br. 3.7.